# Руднички округ
Руднички округ је био административни округ Кнежевине Србије, Краљевине Србије и Краљевине Срба, Хрвата и Словенаца. Основан је 1834. на територији дотадашње Рудничке нахије, а укинут 1922. године, када су основане 33 области Краљевине Срба, Хрвата и Словенаца. Руднички округ се састојао од три среза: Моравског, Црногорског и Качерског.
До 1965. године део територије некадашњег Рудничког округа носио је назив Општине Рудник (на приближној површини дотадашњег Качерског среза) коју су чинила насељена места: Брезовица, Церова, Давидовица, Драгољ, Крива Река, Мајдан, Мутањ, Рељинци, Рудник, Шилопај, Трудељ, Угриновци, Варнице и Заграђе. После укидања општине, њено подручје је у целини ушло у састав општине Горњи Милановац.
Руднички округ се граничио са окрузима: крагујевачким, београдским, ваљевским и ужичким, а река Морава га је делила од чачанског округа; са запада ужичким и ваљевским, са севера београдским и крагујевачким а са истока само са крагујевачким. По површини а и по бројности становништва спадао је у најмање округе.
Највећа планина у овом округу је Рудник, са великим врховима Цвијићевим врхом и Малим Штурцем и Белим Пољем. Са Рудника се пружају четири главна планинска венца, и то: први иде на запад са важнијим висовима Сувобор, Риор, Рајац, Маљен, Проструга и Триповац, други на север са важнијим висовима Кеља или Велики Штурац, Венчац и Ваган, трећи на исток са важнијим висовима Мали Штурац и Бело Поље, а четврти на исток са важнијим висовима Бело Поље, Збеговиште, Црни Врх, Буковик и цео Котленик.
Шума у рудничком округу има: букова, граничеве, бељикове, церове, грабове, јасенове, брестове, јаворове и друге. Бора и јеле нема.

## Историја
Када су Дахије завладале Србијом, у Рудник је дошао за заповедника Сали-ага (звани Руднички бик), брат Кучук-Алије, великог Дахије.
Код Рудника је некад било рударско насеље из римског доба „на југоисточној страни Великога Штурца, онде где је улазак у старе мајдане, у долини којом тече поточић, који се стаче све из самих рударских окана."
"Ту, на ушћу те долинице, одакле је дивотан пространи поглед на чачанске и ужичке планине, био је храм богиње мајке земље (Terra mater-Tea) заштитнице рудара, где су се радници, улазећи у окна, молили за заштиту од опасности и за благослове те богиње. Тај храм обновио је римски цар Север у почетку 3. века (натпис вели: Templum terrae matris conlapsum restituit, то јест, цар је Север обновио опали храм мајке земље)."
"Друго је место на југу Великог Штурца (данас Цвијићев врх), између плужевинског потока и красојевачке реке, и код извора који се зове Гушева, где је, прича се, за српскога царства, била велика рударска варош, где је још и деспот Ђурађ ковао сребрне новце с натписом Рудник. Па су ту и у време Карађорђа биле српске ковнице."
Остаци тврђаве града Рудника се налазе „у осоју Великог Штурца, на левој обали главног извора реке Јасенице. Тврђава је озидана на четири угла. На сваком рогљу има по једна округла кула, а око свега је био ископан дубок ров, па и овај назупчан палисадом. Сва му просторија може имати, по г. Мишковићу, до 2500 квадратних корака."
За окружног начелника Рудничког округа је крајем 1850. дошао Младен М. Жујовић, његовом заслугом је подигнут Горњи Милановац.

### Административне поделе од 1890. до 1902.
Руднички округ је један од 15 округа Краљевине Србије 1890. са окружним местом у Чачку.
Законом од 10. априла 1902. године из Рудничког округа издвојен Чачански округ, а окружно место Рудничког округа је промењено у Горњи Милановац.